# Eriocaulon fenestratum
Eriocaulon fenestratum är en gräsväxtart som beskrevs av Wenceslas Bojer och Friedrich August Körnicke. Eriocaulon fenestratum ingår i släktet Eriocaulon och familjen Eriocaulaceae. Inga underarter finns listade i Catalogue of Life.